# エチオナミド
エチオナミド (Ethionamide) は結核の治療に用いられる抗生物質である。具体的にはその他の抗結核薬と共に活性多剤耐性肺結核の治療に用いられる。ハンセン病の治療薬としてはもはや推奨されていない。投与法は経口である。
エチオナミドの副作用の確率は高い。一般的な副作用は吐き気、下痢、腹痛、食欲不振があげられる。重度の副作用は肝臓の炎症とうつ病があげられる。肝臓に問題のある患者への投与は避けるべきである。妊娠中の患者への投与は推奨されておらず安全性は不明確である。エチオナミドはチオアミドに属する医薬品である。作用機序はミコール酸の使用を阻害することによるものだと考えられる。
エチオナミドは1956年に発見され、アメリカでは1965年に医薬品として承認された。世界保健機関の必須医薬品リストに掲載される最も効果的で安全な医療制度で必要とされる医薬品である。開発途上国での卸価格は1か月分で約$5.94～$24.12米ドルである。

## 効能・効果
- 肺結核および他の結核症

※他の抗結核薬と併用
エチオナミドは、活動性結核の二次治療薬として、他の抗結核薬との併用で使用される。
エチオナミドは、食事の有無にかかわらず、経口でよく吸収されるが、忍容性を高めるために食事と一緒に投与されることが多い。エチオナミドは、血液脳関門を通過し、脳脊髄液中で血漿と同等の濃度に達する。
エチオナミドの抗菌スペクトルには、M. tuberculosis、M.bovis、M.segmatis が含まれる。また、M. lepraeやM. avium、M. kansasiiなどの非結核性マイコバクテリアの感染に対してもまれに使用される。イソニアジドと同様の作用を持ち、両者は共にプロドラッグでありながら異なる経路で活性化されるため、交差耐性は13％の菌株にしか見られない。耐性は、薬の活性化に必要なethAや、ethAを抑制するために過剰に発現するethRの変異によって生じる。また、inhAやinhAのプロモーターに変異があると、結合部位の変化や過剰発現により耐性が生じる。
動物実験で先天性障害を引き起こしたことから、FDAは妊娠カテゴリーCに分類している。エチオナミドが母乳中に排泄されるか否かは不明である。

## 副作用
重大な副作用は、劇症肝炎、急性肝炎などの重篤な肝障害である。
エチオナミドは、しばしば吐き気や嘔吐などの胃腸障害を引き起こし、患者が服用を中止する原因となる。 この症状は、食事と一緒に服用することで改善する場合がある。
エチオナミドは肝細胞毒性を引き起こす可能性があり、重度の肝機能障害を有する患者には禁忌とされている。エチオナミドを使用している患者は、肝機能検査を定期的にモニタリングする必要がある。肝毒性は患者の最大5％に発生し、イソニアジドと同様のパターンをたどり、通常は治療開始後1～3カ月に発生するが、治療開始後6カ月以上経過しても発生する可能性がある。肝機能検査の異常のパターンは、多くの場合、ALTとASTの上昇である。
精神障害や脳症などの中枢神経系の副作用、および末梢神経障害が報告されている。 エチオナミドと一緒にピリドキシンを投与することで、これらの作用を軽減できる可能性があり、推奨される。
エチオナミドは、甲状腺ホルモン合成を阻害するために使用されるメチマゾールと構造的に類似しており、何人かの結核患者において甲状腺機能低下症との関連が指摘されている。エチオナミド投与中は、甲状腺機能を定期的にモニタリングすることが推奨される。

## 相互作用
エチオナミドは、同時に服用している他の抗結核薬の副作用を悪化させる可能性がある。一緒に服用するとイソニアジドの濃度を高め、末梢神経障害や肝毒性の発生率が高くなる可能性がある。サイクロセリンとの併用では、痙攣が報告されている。リファンピシンとの併用により、高率の肝毒性が報告されている。米国の添付文書では、精神病反応を誘発する可能性があるため、アルコールの過剰摂取に注意が喚起されている。

## 作用機序
エチオナミドは、結核菌のモノオキシゲナーゼであるethAという酵素によって活性化され、NAD+と結合して付加体を形成し、イソニアジドと同様にinhAを阻害するプロドラッグである。作用機序としては、ミコール酸の破壊によるものと考えられている。
ethA遺伝子の発現は、転写抑制因子であるethRによって制御されている。ethAの発現を改善することでエチオナミドの有効性が高まると考えられており、ethR阻害剤を併用薬として用いることが医薬品開発者の関心を集めている。